# 꽃집

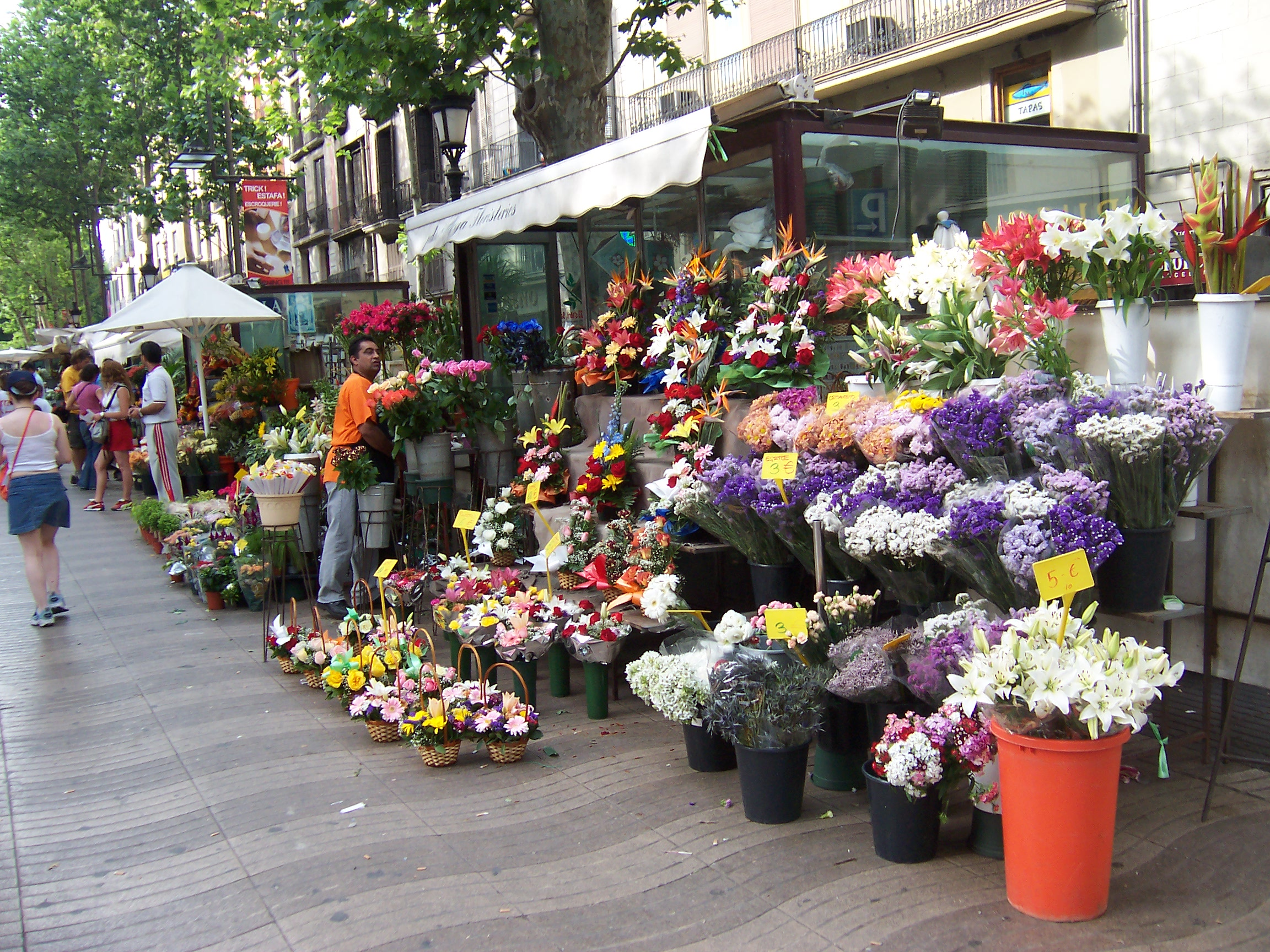
바르셀로나의 꽃집

꽃집은 꽃을 판매하는 상점을 의미한다. 꽃집 주인이나 꽃을 이용해 부가가치를 창출하는 사람을 플로리스트(florist)라고 부른다.
직업으로 꽃집은 소비자의 요구에 맞는 꽃꽂이 기술, 식물 지식, 관혼상제 지식 등의 기술이 필요하게 된다.